# 球技一覧

球技一覧（きゅうぎいちらん）は、個人競技（ペア等も含む）、1対1から集団で行うものまで、様々な球技を集めた一覧である。

## 個人競技(ペア等も含む)
- お手玉
- ガーデンゴルフ
- グラウンド・ゴルフ
- クロッケー
- ケイマンゴルフ
- ゴルフ（孔球）
- スヌーカー
- パークゴルフ
- バランスボール
- ビリヤード（撞球）
- ピックルボール
- フットバッグ
- フレスコボール
- ペタンク
- ボウリング（投球 または 十柱球）
- マレットゴルフ
- ミニゴルフ
- オーケーゴルフ

## 1対1
- スカッシュ
- スティックボール
- スピードボール
- ダーツベースボール
- タスポニー
- 卓球
- タムビーチ
- タンブレリ
- テニス（庭球）
- ネオテニス
- ハイアライ
- バウンドテニス
- バドミントン（羽球）
- パドルテニス
- パンポン
- ミニテニス
- ラケットボール
- 羽根突き

## 集団
- アイスホッケー（氷球）
- アメリカンフットボール（鎧球 または 米式蹴球）
- アリーナフットボール
- インディアカ
- ウォータービーチボールバレー
- オージーフットボール
- オージータグフットボール
- カッツェン
- カナディアンフットボール
- カヌーポロ
- キックベースボール
- キンボール
- クアトロサッカー
- クリケット（板球）
- ゲートボール（門球）
- ゲーリックフットボール
- 蹴鞠
- コーフボール
- ゴールボール
- ゴールマンボール
- サーフボール
- サイクルサッカー
- サッカー（アソシエーション・フットボール、ア式蹴球 または 単に「蹴球」）
- シニアソフトボール
- 7人制ラグビー
- 水球（ウォーターポロ）
- セパタクロー（籐球）
- ソフトタスポニー
- ソフトバレーボール
- ソフトボール（塁球）
- タグラグビー
- タッチラグビー
- タワーボール
- タンブレロ
- チュックボール
- チンロン
- ティーボール
- ドッジボール（避球）
- ネットボール
- ネットシュートボール
- バスケットボール（籠球）
- ハーリング
- パラアイスホッケー
- バレーボール（排球）
- バンディ
- ハンドベースボール
- ハンドボール（送球）
- ビーチサッカー
- ビーチバスケットボール
- ビーチバレーボール
- ビーチハンドボール
- ビーチフットボール
- ビーチボール
- ファウストボール
- フィールドホッケー
- フットサル
- ブラインドサッカー
- フラッグフットボール
- フリンゴ
- フロアボール
- フロアホッケー
- ペサパッロ
- 棒サッカー
- ホッケー（杖球）
- ボッチャ
- ポートボール
- ポロ（馬球）
- 野球（ベースボール）
- ユニバーサルホッケー
- ラグビーフットボール（闘球 または ラ式蹴球）
- アメリカンラグビー
- ウィルチェアーハンドボール
- ラクロス（袋球）
- ラケットベースボール
- ローラーホッケー
- ろくむし
- ロックン（ろくむしと同じとも言われる）
- 水風戦